# Katsuya Iwatake
Katsuya Iwatake (岩武 克弥 Iwatake Katsuya?), född 4 juni 1996 i Oita prefektur, är en japansk fotbollsspelare.
Iwatake började sin karriär 2014 i Oita Trinita. Efter Oita Trinita spelade han för Urawa Reds.